# Младово
Младово (болг. Младово) — село в Болгарии. Находится в Сливенской области, входит в общину Сливен. Население составляет 675 человек.

## Политическая ситуация
В местном кметстве Младово, в состав которого входит Младово, должность кмета (старосты) исполняет Николай Йорданов Жечев (Граждане за европейское развитие Болгарии (ГЕРБ)) по результатам выборов правления кметства.
Кмет (мэр) общины Сливен — Йордан Лечков Янков (Граждане за европейское развитие Болгарии (ГЕРБ)) по результатам выборов в правление общины.